# Mizilo Gara
Mizilo Gara est une commune rurale malgache située dans la région de Fitovinany.